# Fumo e malinconia
Fumo e malinconia è un singolo del rapper italiano Grido, il primo estratto dal primo album in studio Io Grido e pubblicato il 15 aprile 2011.

## Descrizione
Penultima traccia dell'album, Fumo e malinconia ha visto la partecipazione di Sylvie Simbi e contiene un campionamento del brano Senza di me di Anna Oxa, cover in italiano di What About Me dei Moving Pictures. Grido in un'intervista ha dichiarato il motivo per cui ha scelto questo brano:

## Video musicale
Il videoclip mostra scene di Grido e Sylvie Simbi che cantano il brano, alternate ad altre in cui vengono mostrati due amanti che hanno avuto un litigio. Alla fine del video i due amanti si riconciliano, lasciando alle spalle il loro dissidio.